# Dallas Cowboys 2009
La stagione 2009 dei Dallas Cowboys è stata la 50ª della franchigia nella National Football League e la prima giocata al nuovo Cowboys Stadium. La squadra vinse il titolo di division e nel primo turno di playoff batté i Philadelphia Eagles. Fu eliminata nel successivo dai Minnesota Vikings.

## Scelte nel Draft 2009
| Ordine | Ordine       | Giocatore        | Ruolo              | College          |
| ------ | ------------ | ---------------- | ------------------ | ---------------- |
| Giro   | Scelta       | Giocatore        | Ruolo              | College          |
| 3      | 69 (da CLE)  | Jason Williams   | Outside linebacker | Western Illinois |
| 3      | 75 (da BUF)  | Robert Brewster  | Offensive tackle   | Ball State       |
| 4      | 101 (da DET) | Stephen McGee    | Quarterback        | Texas A&M        |
| 4      | 110 (da BUF) | Victor Butler    | Outside linebacker | Oregon State     |
| 4      | 117          | Brandon Williams | Defensive end      | Texas Tech       |
| 5      | 156          | DeAngelo Smith   | Cornerback         | Cincinnati       |
| 5      | 166 (da TEN) | Michael Hamlin   | Safety             | Clemson          |
| 5      | 172          | David Buehler    | Kicker             | USC              |
| 6      | 197 (da MIA) | Stephen Hodge    | Safety             | TCU              |
| 6      | 208          | John Phillips    | Tight end          | Virginia         |
| 7      | 227          | Mike Mickens     | Cornerback         | Cincinnati       |
| 7      | 229 (da CHI) | Manuel Johnson   | Wide receiver      | Oklahoma         |

## Calendario

### Stagione regolare
| Turno                                                         | Data               | Ora                | Avversario              | Risultato          | Risultato          | Stadio                     | TV                 | NFL.com recap      |                    |
| Turno                                                         | Data               | Ora                | Avversario              | Punteggio          | Record             | Stadio                     | TV                 | NFL.com recap      |                    |
| ------------------------------------------------------------- | ------------------ | ------------------ | ----------------------- | ------------------ | ------------------ | -------------------------- | ------------------ | ------------------ | ------------------ |
| 1                                                             | 13/9               | 1:00 pm EST        | at Tampa Bay Buccaneers | V 34–21            | 1–0                | Raymond James Stadium      | Fox                | Recap              |                    |
| 2                                                             | 20/9               | 8:20 pm EST        | New York Giants         | S 31-33            | 1-1                | Cowboys Stadium            | NBC                | Recap              |                    |
| 3                                                             | 28/9               | 8:30 pm EST        | Carolina Panthers       | V 21–7             | 2-1                | Cowboys Stadium            | ESPN               | Recap              |                    |
| 4                                                             | 4/10               | 4:15 pm EST        | at Denver Broncos       | S 10-17            | 2-2                | Invesco Field at Mile High | Fox                | Recap              |                    |
| 5                                                             | 11/10              | 1:00 pm EST        | at Kansas City Chiefs   | V 26–20 (DTS)      | 3-2                | Arrowhead Stadium          | Fox                | Recap              |                    |
| 6                                                             | Settimana di pausa | Settimana di pausa | Settimana di pausa      | Settimana di pausa | Settimana di pausa | Settimana di pausa         | Settimana di pausa | Settimana di pausa | Settimana di pausa |
| 7                                                             | 25/10              | 4:15 pm EST        | Atlanta Falcons         | V 37–21            | 4-2                | Cowboys Stadium            | Fox                | Recap              |                    |
| 8                                                             | 1/11               | 1:00 pm EST        | Seattle Seahawks        | V 38–17            | 5-2                | Cowboys Stadium            | Fox                | Recap              |                    |
| 9                                                             | 8/11               | 8:20 pm EST        | at Philadelphia Eagles  | V 20–16            | 6-2                | Lincoln Financial Field    | NBC                | Recap              |                    |
| 10                                                            | 15/11              | 4:15 pm EST        | at Green Bay Packers    | S 17–7             | 6-3                | Lambeau Field              | Fox                | Recap              |                    |
| 11                                                            | 22/11              | 1:00 pm EST        | Washington Redskins     | V 7–6              | 7-3                | Cowboys Stadium            | Fox                | Recap              |                    |
| 12                                                            | 26/11              | 4:15 pm EST        | Oakland Raiders         | V 24–7             | 8–3                | Cowboys Stadium            | CBS                | Recap              |                    |
| 13                                                            | 6/12               | 4:15 pm EST        | at New York Giants      | S 31–24            | 8-4                | Giants Stadium             | Fox                | Recap              |                    |
| 14                                                            | 13/12              | 4:15 pm EST        | San Diego Chargers      | S 20–17            | 8-5                | Cowboys Stadium            | CBS                | Recap              |                    |
| 15                                                            | 19/12              | 8:20 pm EST        | at New Orleans Saints   | V 24–17            | 9-5                | Louisiana Superdome        | NFLN               | Recap              |                    |
| 16                                                            | 27/12              | 8:20 pm EST        | at Washington Redskins  | V 17–0             | 10-5               | FedExField                 | NBC                | Recap              |                    |
| 17                                                            | 3/1                | 4:15 pm EST        | Philadelphia Eagles     | V 24–0             | 11-5               | Cowboys Stadium            | Fox                | Recap              |                    |
| NOTA: gli avversari della propria division sono in grassetto. |                    |                    |                         |                    |                    |                            |                    |                    |                    |

### Playoff
| Turno | Data       | Ora      | Avversario          | Risultato | Risultato | Stadio                       | TV  |
| Turno | Data       | Ora      | Avversario          | Punteggio | Record    | Stadio                       | TV  |
| ----- | ---------- | -------- | ------------------- | --------- | --------- | ---------------------------- | --- |
| WC    | 9 gennaio  | 8.00 EST | Philadelphia Eagles | V 34-14   | 12-5      | Cowboys Stadium              | NBC |
| DIV   | 17 gennaio | 1.00 EST | Minnesota Vikings   | S 3-34    | 12-6      | Hubert H. Humphrey Metrodome | FOX |